# Edge City
Edge City är en fiktiv stad på USA:s östkust i filmerna och TV-serien The Mask där bankkontoristen Stanley Ipkiss, hans hund Milo och hans kompis och arbetskamrat Charlie bor.